# Ammenda vantaggiosa
Ammenda vantaggiosa è una fiaba popolare Dahomey quindi geograficamente proveniente dall'attuale Benin.

Il nome Dahomey era il nome di un antico regno Fon, che ebbe origine in Benin e che nel momento di massimo splendore, nel XVII secolo si allargava oltre gli attuali confini, coprendo larga parte dell'Africa Occidentale. 
Nell'Ammenda vantaggiosa escono alla ribalta temi e motivi peculiari dei popoli africani, come quello di una sorta di filastrocca, o canto formato da versi aggiunti in sequenza a mano a mano con lo svolgimento del racconto, oltre a quello delle dimostrazioni di abilità, ma a vantaggio altrui e infine dell'inganno e della delusione impartiti, in questo caso dalla moglie-strega.

## Trama
La vicenda è ambientata ai primordi dell'umanità, quando il re Dada Segbo cerca affannosamente moglie offrendo però come contropartita una sola conchiglia, usata a quei tempi come moneta.

Il protagonista della fiaba, Yo, si presenta fiducioso di poter trovare la moglie per il suo sovrano e immediatamente baratta la moneta per i fagioli; questi ultimi per il pesce pescato da un gruppo di pescatori e poi sempre con la stessa abile tecnica, ottiene la falce e le zappe dai fabbri, un piatto di fagioli e farina dai contadini, il corpo di una fanciulla morta tramite il quale con un astuto stratagemma, riesce a ricevere in cambio una bella ragazza viva, che però evidenzia ben presto alcuni comportamenti da strega, quando fa sparire grosse quantità di cibo con un incantesimo e da cannibale, nel momento in cui inghiotte anche gli esseri umani.

Il re decide di liberarsi della ragazza e per questo motivo, in seguito per ottenere una moglie, i papabili mariti hanno dovuto sborsare una cifra un po' più alta.